# Lasioderma falli
Lasioderma falli là một loài bọ cánh cứng thuộc chi Lasioderma trong họ Ptinidae.